# Lee Probert
Lee Probert (Wiltshire/Gloucestershire, 1972. augusztus 13. –) angol nemzetközi labdarúgó-játékvezető. Teljes neve Lee William Probert. Polgári foglalkozása hivatásos játékvezető.	

## Pályafutása

### Nemzeti játékvezetés
A játékvezetésből 1986-ban vizsgázott. Ellenőreinek, sportvezetőinek javaslatára 1998-2003 között a Football League asszisztense, 2003-2007 között játékvezetője. 2007-től a Premier League hivatásos játékvezetője.

#### Nemzeti kupamérkőzések
Vezetett Kupa-döntők száma: 2.

##### FA Trophy-kupa
| Időpont        | Helyszín                | Mérkőzés típusa | Mérkőzés                | Eredmény | Nézők száma |
| -------------- | ----------------------- | --------------- | ----------------------- | -------- | ----------- |
| 2010. május 8. | Wembley Stadion, London | döntő           | Barrow AFC–Stevenage FC | 2 – 1    | 21 223      |

##### FA-kupa
| Időpont         | Helyszín                | Mérkőzés típusa | Mérkőzés                 | Eredmény | Nézők száma |
| --------------- | ----------------------- | --------------- | ------------------------ | -------- | ----------- |
| 2014. május 17. | Wembley Stadion, London | döntő           | Arsenal FC–Hull City AFC | 3 – 2    | 89 345      |

### Nemzetközi játékvezetés
Az Angol labdarúgó-szövetség Játékvezető Bizottsága (JB) terjesztette fel nemzetközi játékvezetőnek, a Nemzetközi Labdarúgó-szövetség (FIFA) 2010-től tartotta nyilván bírói keretében. Több nemzetek közötti válogatott és klubmérkőzést vezetett, vagy működő társának 4. bíróként segített. FIFA JB besorolás szerint első kategóriás bíró. Az angol nemzetközi játékvezetők rangsorában, a világbajnokság-Európa-bajnokság sorrendjében többedmagával a 40. helyet foglalja el 1 találkozó szolgálatával. Válogatott mérkőzéseinek száma: 4 (2014).

#### Európa-bajnokság
Az európai labdarúgó torna döntőjéhez vezető úton Ukrajnába és Lengyelországba a XIV., a 2012-es labdarúgó-Európa-bajnokságra  az UEFA JB játékvezetőként foglalkoztatta.

##### 2012-es labdarúgó-Európa-bajnokság

###### Selejtező mérkőzés
| Időpont             | Helyszín                     | Mérkőzés típusa           | Mérkőzés             | Eredmény | Nézők száma |
| ------------------- | ---------------------------- | ------------------------- | -------------------- | -------- | ----------- |
| 2011. szeptember 2. | Tofik Bahramov Stadion, Baku | előselejtező (7. csoport) | Azerbajdzsán–Belgium | 1 – 1    | 9300        |

#### Nemzetközi kupamérkőzések
Vezetett Kupa-döntők száma: 1.

##### Suruga Bank Championship
A Suruga Bank támogatásával, a Japán labdarúgó-szövetség és a Dél-amerikai Labdarúgó-szövetség (CONMEBOL) együttműködésével a Japán League Cup és a Dél-amerikai Copa Sudamericana győztese mérkőzik meg a kupáért.
| Időpont            | Helyszín                  | Mérkőzés típusa | Mérkőzés                                          | Eredmény | Nézők száma |
| ------------------ | ------------------------- | --------------- | ------------------------------------------------- | -------- | ----------- |
| 2011. augusztus 3. | Shizuoka Stadion, Fukuroi | döntő           | Júbilo Ivata (japán) –Club Atlético Independiente | 2 – 2    | 19 034      |

## Magyar vonatkozás
| Időpont         | Helyszín                | Mérkőzés típusa              | Mérkőzés                | Eredmény | Nézők száma |
| --------------- | ----------------------- | ---------------------------- | ----------------------- | -------- | ----------- |
| 2012. június 1. | Generali Stadion, Prága | felkészülési (868. mérkőzés) | Csehország–Magyarország | 1 – 2    | 17 102      |